# Fernando Mendes de Almeida
Fernando Mendes de Almeida (São Luís, 26 de julho de 1845 — Rio de Janeiro, 26 de agosto de 1921) foi um jornalista e senador do estado do Maranhão durante a República Velha (ou Primeira República), no período de 1909 a 1921. Foi conde romano, pela Santa Sé.

## Biografia
Era filho de Cândido Mendes de Almeida, também senador pelo Maranhão, e irmão do diplomata Cândido Mendes de Almeida Filho.
Bacharelou-se em ciências jurídicas e sociais na Faculdade de Direito do Largo de São Francisco, atual Faculdade de Direito da Universidade de São Paulo.
Em 1879 iniciou o o movimento pela criação de uma Faculdade Livre de Direito na capital da corte, que assumisse um perfil progressista. Três anos depois, em 18 de abril de 1882, funda, com sede em seu escritório na Rua do Rosário, n.º 74, a Faculdade Livre de Ciências Jurídicas e Sociais do Rio de Janeiro, que somente obteve autorização plena para funcionar em 1891, após a proclamação da República. Esta instituição foi o embrião da atual Faculdade Nacional de Direito da Universidade Federal do Rio de Janeiro.
No Rio de Janeiro, exerceu os cargos de diretor e redator-chefe do Jornal do Brasil.
Também foi responsável pela criação do Curso de Comércio que deu origem a atual Universidade Cândido Mendes, instituição particular de ensino que até hpje pertence a sua família.
Participou da fundação de diversas outras instituições.
Foi advogado de renome na Capital da República e professor da Faculdade de Direito.

## Obras literárias
Lista a completar.